# Alzir Hella
Alzir Hella (Alzire Léonce William Hella, * 30. Dezember 1881 in Vieux-Condé; † 14. Juli 1953 im 14. Arrondissement von Paris) war ein französischer literarischer Übersetzer deutscher Literatur.

## Leben und Wirken
Alzir Hella, der vor allem mit Olivier Bournac zusammenarbeitete, spielte in der ersten Hälfte des zwanzigsten Jahrhunderts dank seiner Kenntnisse der deutschen Literatur eine bedeutende Rolle in Frankreich. Er war langjährig mit Stefan Zweig befreundet.

## Übersetzungen
nach Stefan Zweig
- Lettre d'une inconnue, trad. de l'allemand par Alzir Hella et Olivier Bournac.
- La Pitié dangereuse
- Le Combat avec le démon
- Les Très Riches Heures de l'humanité
- Amok, trad. de l'allemand par Alzir Hella et Olivier Bournac.
- Vingt-quatre heures de la vie d'une femme, trad. de l'allemand par Alzir Hella et Olivier Bournac.
- Tolstoï, trad. de l'allemand par Alzir Hella et Olivier Bournac, Paris : Ed. V. Attinger, [1928]
- Un ministre de la police sous Napoléon : Fouché ; trad. de l'allemand par Alzir Hella et Olivier Bournac, Paris : Flammarion, 1935.
- Marie-Antoinette

nach Arthur Schnitzler
- Mourir (Sterben (Novelle)). Roman, trad. Alzir Hella et Olivier Bournac. Paris: Rieder 1925.

nach Ernst Theodor Amadeus Hoffmann und deutschen Romantikern
- Les Elixirs du Diable, de Ernst Theodor Amadeus Hoffmann, trad. de l'allemand par Alzir Hella et Olivier Bournac, Editions Stock, 1926. Rééditions, La Bibliothèque cosmopolite, Stock, 1987, 1996.
- Princesse Brambilla, de Ernst Theodor Amadeus Hoffmann, trad. de l'allemand par Alzir Hella et Olivier Bournac, Préface de Stefan Zweig, Editions Victor Attinger, 1929.
- Les Nouvelles musicales, de Ernst Theodor Amadeus Hoffmann, trad. de l'allemand par Alzir Hella et Olivier Bournac, Stock. Rééditions, La Bibliothèque cosmopolite, Stock.
- Lettres de E. T. A. Hoffmann à son ami intime Theodor Hippel, de Ernst Theodor Amadeus Hoffmann, traduction de l'allemand, avant-propos, raccords et notes par Alzir Hella et Olivier Bournac, Stock, 1929.
- La Caravane Wilhelm Hauff. Traduction intégrale par Alzir Hella et Olivier Bournac. Delamain et Boutelleau, 1929.